# Orcyprenalina
Orcyprenalina (łac. orciprenalinum) – wielofunkcyjny organiczny związek chemiczny z grupy pochodnych fenyloetyloaminy. Stosowana jako lek o działaniu sympatykomimetycznym.

## Właściwości orcyprenaliny i jej soli
Orcyprenalina tworzy kryształy o temperaturze topnienia 100 °C i niewielkiej rozpuszczalności w wodzie (9,7 g/dm3 w 20 °C). Hemisiarczan orcyprenaliny (C
11H
17NO
3·½H
2SO
4) tworzy białe kryształy o temperaturze topnienia 202–203 °C. Bromowodorek orcyprenaliny (C
11H
17NO
3·HBr) topi się w 184 °C.

## Mechanizm działania
Orcyprenalina jest nieselektywnym β-mimetykiem o większym powinowactwie do receptorów adrenergicznych β2 niż β1. Wpływa rozkurczająco na oskrzela, przyśpiesza akcję serca, zwiększa objętość wyrzutową serca oraz rzut serca, rozszerza naczynia żylne, zmniejsza opór w krążeniu dużym i krążeniu płucnym, powoduje wzrost ciśnienia tętniczego skurczowego i spadek rozkurczowego, hamuje czynność skurczową macicy, działa rozkurczająco na tkankę mięśniową gładką przewodu pokarmowego oraz pęcherza moczowego.

## Zastosowanie
Lek stosowany jest przy:
- skurczu oskrzeli
- zaburzeniach rytmu serca niewymagających kardiowersji elektrycznej i stałej elektrostymulacji serca
- zespole Morgagniego-Adamsa-Stokesa.

W 2015 roku żaden produkt leczniczy zawierający orcyprenalinę nie był dopuszczony do obrotu w Polsce.

## Działania niepożądane
Orcyprenalina może powodować następujące działania niepożądane:
- zaburzenia rytmu serca,
- wywołanie napadu bólu dławicowego,
- hipotensja,
- nadciśnienie tętnicze,
- niepokój,
- osłabienie,
- wymioty.